# Castelo de Bellevue (Chesnay)
O Château de Bellevue localizado em Chesnay, perto da cidade de Versalhes, foi a residência da rainha D. Amélia de Portugal até a sua morte. Deixada ao governo francês por testamento, em 1951, a mansão é hoje a sede da Câmara de Agricultura de Île-de-France.